# Min siäl prisar storliga Herran
Min siäl prisar storliga Herran är en psalm med texten ur Lukasevangeliet 1:46–55 och en avslutande doxologi. Psalmen är allmänt kallad Jungfru Marias lovsång eller Magnificat. Den tyska förlagan är "Meine Seel erhebet den Herrn", som skrevs av Martin Luther. Texten översattes till svenska av Laurentius Andreæ antingen från tyskan eller direkt från latinet.
I Swenske Songer eller wisor 1536 har psalmen överskriften: Magnificat. Luce. j, där Magnificat är första ordet i den latinska texten.
Psalmen inleddes 1695 med orden:
Min siäl prisar storliga HErran
Och min ande frögdar sigh i Gudi minom Frälsare

## Publicerad i
- Swenske Songer eller wisor 1536 med titeln Mijn siel haller mykit aff herranom under rubriken "Magnificat".[1]
- Een liten Songbook under rubriken "Jungfru Marie Loffsong".[2]
- 1572 års psalmbok med titeln MIN siäl prisar storligha HERRAN under rubriken "Jungfruu Marie Loffsong".[3]
- Göteborgspsalmboken med titeln Jungfruu Mariae Loffsång under rubriken "Några Andelige Loffsånger".[4]
- 1695 års psalmbok som nr 113 under rubriken "Några Heligas Lofsånger".
- 1937 års psalmbok som nr 610 bland "Hymner och sånger" under rubriken "Sånger ur Skriften"
- 1986 års svenska psalmbok nummer 675.